# Lưu Đức Vĩ
Lưu Đức Vĩ (sinh tháng 11 năm 1958) là Trung tướng Không quân Quân Giải phóng Nhân dân Trung Quốc (PLAAF). Ông hiện giữ chức Phó Chủ nhiệm Bộ Công tác Chính trị Quân ủy Trung ương.

## Sự nghiệp
Lưu Đức Vĩ sinh tháng 11 năm 1958, người Vinh Thành, tỉnh Sơn Đông. Ông từng giữ chức Chính ủy Đại học Hàng không Không quân PLA và Phó Chủ nhiệm Chính trị Không quân PLA. Năm 2009, ông được thăng quân hàm Thiếu tướng Không quân.
Tháng 7 năm 2015, ông được bổ nhiệm làm Chính ủy Không quân Quân khu Nam Kinh.
Ngày 1 tháng 2 năm 2016, Chủ tịch Quân ủy Trung ương Tập Cận Bình tuyên bố giải thể 7 Quân khu là Bắc Kinh, Thẩm Dương, Tế Nam, Nam Kinh, Quảng Châu, Lan Châu và Thành Đô để thành lập 5 Chiến khu là Chiến khu Đông, Chiến khu Bắc, Chiến khu Nam, Chiến khu Tây và Chiến khu Trung ương. Lưu Đức Vĩ được bổ nhiệm giữ chức Phó Chính ủy Chiến khu Đông bộ kiêm Chính ủy Không quân Chiến khu Đông bộ.
Tháng 7 năm 2016, ông được thăng quân hàm Trung tướng Không quân. Tháng 10 năm 2017, tại Đại hội Đảng Cộng sản Trung Quốc lần thứ XIX, ông được bầu làm Ủy viên Ủy ban Kiểm tra Kỷ luật Trung ương khóa XIX. Tháng 7 năm 2018, ông được bổ nhiệm giữ chức Phó Chủ nhiệm Bộ Công tác Chính trị Quân ủy Trung ương.
Ông là đại biểu Quốc hội khóa XIII (2018-2023).